# تلمبه شجاعی ۳
تلمبه شجاعی ۳، یک منطقه مسکونی از توابع بخش نگار، شهرستان بردسیر در استان کرمان ایران است.

## جمعیت
این روستا در دهستان نگار قرار دارد و براساس سرشماری مرکز آمار ایران در سال ۱۳۹۵، جمعیت آن ۹۰ نفر (۳۳ خانوار) بوده‌است.